# Violettgraues Graueulchen
Das Violettgraue Graueulchen (Nola cucullatella), auch Hecken-Grauspinnerchen oder Hecken-Kleinbärchen genannt, ist ein Schmetterling (Nachtfalter) aus der Familie der Eulenfalter (Noctuidae).

## Merkmale
Die Falter erreichen eine Flügelspannweite von 16 bis 21 Millimeter und sind durchschnittlich größer als Nola tutulella. Die Fühler der Männchen sind doppelt gekämmt, die der Weibchen sind fadenförmig. Die Labialpalpen sind kurz, gestreckt und leicht nach unten gerichtet. Kopf, Thorax und Flügel haben eine graue Grundfärbung. Das basale Feld der Vorderflügel ist vor der auffälligen inneren Querlinie dunkelgrau gefärbt. Es kann einem über die Schulter geworfenem Mantel ähneln (lat. cucullatus – mit Kapuze). Die Querlinien sind schwarz, die äußere Querlinie ist schmal und gezackt. Die beiden Mittellinien liegen in Richtung der Costalader näher aneinander als bei Nola tutulella. Die Hinterflügel sind grau, der Diskalfleck ist undeutlich oder fehlt. Die Unterseiten der  Vorderflügel sind einfarbig braun. Die Unterseiten der Hinterflügel sind heller, schmutzig grau und haben einen kleinen Diskalfleck.
Bei den Männchen sind das Tegumen und das extrem breite Vinculum sehr kurz. Das Tegumen ist ebenso lang wie das Vinculum. Der Saccus (basaler Teil der Valven) ist kurz, breit und dreieckig. Das Scaphium, ein Teil des männlichen Genitalapparates, ist mit zwei extrem langen, parallelen, stabförmigen Strukturen versehen. Die Valven sind relativ kurz. Der Cucullus (distaler Teil der Valven) ist tief gespalten und zweilappig, die Costa und der sehr kurze ventrale Rand sind stark sklerotisiert, gerade und an beiden Spitzen rundlich. Der Digitus (eine sklerotisierte Struktur im distalen Drittel der Valve) steht hervor und ist schmal dreieckig. Der ventrale Lobus ist zu einem kleinen Dorn ausgezogen. Der Sacculus ist schmal und halb so breit wie die Valven. Das Klammerorgan (Clasper) ist kurz und liegt parallel zum ventralen Rand der Valve. Die rechte Ampulla ist zum Klammerorgan gewinkelt. Sie ist sehr breit, durchweg plattenartig und doppelt so breit wie lang. Sie ist S-förmig und an beiden Seiten gezackt. Das Editum ist gut entwickelt und befindet sich nahe der Basis der Costa. Die Transtilla ist kurz und stark sklerotisiert. Die Juxta ist schildartig, höher als lang und dorsal tief gespalten. Der Aedeagus ist nahezu gerade und sieben Mal so lang wie breit. Das Coecum ist kurz und schmaler als der übrige Teil des Aedeagus. Die Vesica ist ebenso breit wie der Aedeagus und mit einem langen, zugespitzten Cornutus versehen.
Bei den Weibchen ist der Ovipositor kurz, breit und behaart. Die hinteren Apophysen sind etwas länger als der Ovipositor. Die vorderen Apophysen einschließlich der dreieckigen Basis sind 1,5 mal so lang wie das achte Abdominalsegment. Das Ostium bursae ist sehr groß, rund und stark sklerotisiert. Es befindet sich in der Mitte des achten Abdominalsegments. Der Ductus bursae ist dreieckig und stark sklerotisiert. Er ist etwas länger als breit. Das Corpus bursae ist groß, eiförmig und membranös. Er ist vorn mit einem kleinen Fortsatz versehen. Auf dem Corpus bursae befinden sich zwei Signa, diese sind plattenartig und haben einen Dorn. Der Apendix bursae entspringt in der Nähe des vorderen Endes des Ductus bursae.
Die Raupen sind kurz und dick und werden etwa 14 Millimeter lang. Die Rückenlinie ist weißlich. Der Raupenkörper ist mit vielen kleinen Warzen versehen, die grau, gelblich, rosa oder orange gefärbt sein können. Die Behaarung ist weißlich oder schwärzlich und kurz. Der Kopf ist schwarz und glänzt.

## Ähnliche Arten
Nola cuculletella kann mit Ausnahme von N. tutulella leicht durch die Zeichnung der Vorderflügel von anderen europäischen Arten der Gattung Nola unterschieden werden. Darüber hinaus sind die S-förmige Ampulla, der lange, dornartige Cornutus und der lange, stark sklerotisierte Ductus bursae charakteristisch.
Die beiden Arten N. tutulella und N. cucullatella sind sich äußerlich sehr ähnlich. Das Basalfeld ist bei N. tutulella weniger dunkelgrau und die markante innere Querlinie ist vor allem an der Costalader weniger stark gekrümmt. Auffallende Unterschiede gibt es bei den Genitalarmaturen der Männchen und Weibchen. Der Sacculus von N. tutulella ist unter den europäischen Nolini-Arten am längsten und mehr als doppelt so lang wie bei N. cucullatella. Die gewellte S-förmige Ampulla von N. cucullatella unterscheidet sich von der geraden Ampulla bei N. tutulella. Die Juxta von N. tutulella ist kürzer als diejenige von N. cucullatella. Der Aedeagus von N. tutulella ist etwas kürzer und gerader als der von N. cucullatella. Der Cornutus von N. tutulella besitzt eine breite Basis, der von N. cucullatella ist dornartig. Der Ductus bursae ist bei N. cucullatella viel länger. Bei N. tutulella besitzt das Corpus bursae zwei Signa, während bei N. cucullatella keine Signa vorhanden sind.

## Verbreitung
Nola cucullatella ist in Europa weit verbreitet. Im Norden reicht das Verbreitungsgebiet bis England und bis in den Süden Skandinaviens. Außerhalb von Europa findet man die Art entlang der nordafrikanischen Küste, im Mittleren Osten, in der Türkei und im Kaukasus. Im Osten reicht das Verbreitungsgebiet bis in den Iran. Bei einigen Nachweisen, speziell im Nordwesten Afrikas, handelt es sich möglicherweise um N. tutulella.

## Biologie
Nola cucullatella besiedelt halboffene Wälder, Wälder und Parks mit Sträuchern, an denen sich die Raupen entwickeln. Die Weibchen legen die Eier an der Blattunterseite ab, die Raupen schlüpfen im August. Die Raupen fressen an Schlehdorn (Prunus spinosa), Pflaume (Prunus domestica), Vogelbeere (Sorbus aucuparia), Apfelbäumen (Malus), Birnen (Pyrus) und Weißdorn (Crataegus). Sie fressen nur kurze Zeit nach dem Schlüpfen und verbergen sich dann in Rindenritzen, wo sie mit einigen Seidenfäden bedeckt überwintern. Sie setzen die Entwicklung im April oder Mai fort und sind Anfang Juli ausgewachsen. Sie verpuppen sich in einem festen, bootförmigen Kokon, der mit abgebissenen Rindenstückchen bedeckt ist, auf einem Zweig. Die Falter fliegen in einer Generation von Juni bis August und kommen ans Licht.
Da sie auf Apfelbäumen als Schädling wahrgenommen wurden, zogen die äußerlich eher unauffälligen Tiere bereits früh das Interesse von Naturforschern auf sich, so fertigten Johann Leonhard Frisch (1721) und August Johann Rösel von Rosenhof (1746) Abbildungen und Beschreibungen an.

## Systematik
Aus der Literatur sind folgende Synonyme bekannt:
- Phalaena Tinea cucullatella Linnaeus, 1758
- Phalaena cucullatella Linnaeus, 1758
- Phalaena Tinea ludvigella Müller, 1764
- Noctua palliola [Denis & Schiffermüller], 1775
- Phalaena pygmaria Fabricius, 1794
- Pyralis palliolalis Hübner, 1796
- Pyralis cucullatalis Haworth, 1811
- Roeselia cucullatana Hübner, [1825]
- Nola cucullatella var. fuliginalis Stephens, 1834
- Nola palliolana Duponchel, [1845]
- Nola cucullalis Doubleday, 1848

## Gefährdung und Schutz
Es wurde festgestellt, dass der Gifteinsatz im Obstanbau die Raupen sicher schädigt, die meisten Raupen aber an Schlehdorn gefunden wurden. In Deutschland ist die Art nicht gefährdet (Stand 2007).

## Belege
1. 1 2  Axel Steiner, Ulrich Ratzel, Morten Top-Jensen, Michael Fibiger: Die Nachtfalter Deutschlands. Ein Feldführer. Bugbook Publishing, 2014, ISBN 978-3-00-043862-2, S. 369.
2. 1 2 3 4 5 6 7 8  Michael Fibiger, Lásló Ronkay, Axel Steiner, Alberto Zilli: Noctuidae Europaeae. Volume 11: Pantheinae, Dilobinae, Acronictinae, Eustrotiinae, Nolinae, Bagisarinae, Acontiinae, Metoponiinae, Heliothinae, and Bryophilinae. Entomological Press, Sorø 2009, ISBN 978-87-89430-14-0, S. 117–118.
3. 1 2  David J. Carter, Brian Hargreaves: Raupen und Schmetterlinge Europas und ihre Futterpflanzen. 1. Auflage. Paul Parey, Hamburg / Berlin 1987, ISBN 3-490-13918-6, S. 133 (englisch: A field guide to caterpillars of butterflies and moths in Britain and Europe. Übersetzt von Alexander Pelzer).
4. 1 2  Günter Ebert (Hrsg.): Die Schmetterlinge Baden-Württembergs. Band 4: Nachtfalter II (Bombycidae, Endromidae, Lasiocampidae, Lemoniidae, Saturniidae, Sphingidae, Drepanidae, Notodontidae, Dilobidae, Lymantriidae, Ctenuchidae, Nolidae). Ulmer Verlag, Stuttgart 1994, ISBN 3-8001-3474-8, S. 479–482.
5. ↑  Bernard Skinner: The Color Identification Guide to Moths of the British Isles (Macrolepidoptera). Penguin Books, 1998, ISBN 0-670-87978-9, S. 86.
6. ↑  Nola cucullatella bei Fauna Europaea. Abgerufen am 5. Januar 2015
7. ↑  Volker Wachlin, Ralf Bolz: Rote Liste und Gesamtartenliste der Eulenfalter, Trägspinner und Graueulchen (Lepidoptera: Noctuoidea) Deutschlands. 2007. In: Bundesamt für Naturschutz (Hrsg.): Naturschutz und Biologische Vielfalt Heft 70(3). Rote Liste gefährdeter Tiere, Pflanzen und Pilze Deutschlands. Band 3: Wirbellose Tiere (Teil 1). Bonn/ Bad Godesberg 2011, ISBN 978-3-7843-5231-2, S. 222.
8. ↑  Schmetterlinge Deutschlands. Christian Tolasch, abgerufen am 6. Januar 2015.